# Estádio Romeo Menti
O Stadio Romeo Menti está localizado em vicenza, Itália com capacidade para 12.200 espectadores recebe os jogos do Vicenza Calcio e do Real Vicenza, como mandantes.